# Список серій телесеріалу «Агенти Щ.И.Т.»
«Агенти Щ.И.Т.» (англ. Agents of S.H.I.E.L.D.) — американський телесеріал, створений Джоссом Відоном, Джедом Відоном та Маорісою Танчарон і заснований на коміксах компанії Marvel про вигадану організацію, що займається боротьбою зі злочинністю. Є частиною кіновсесвіту Marvel, доповнюючи події фільмів й інших серіалів цієї франшизи. Прем'єра пілотного епізоду серіалу в США відбулась 24 вересня 2013 року. Загалом вийшло 136 епізодів у рамках семи сезонів. Двосерійний фінал транслювався 12 серпня 2020 року.
Сюжет зосереджений на новоспеченій команді агента Філа Колсона (грає Кларк Грегг), що таємничим чином вижив після подій фільму «Месники». Оперативній групі доведеться розслідувати надприродні злочини по всьому світу, а пізніше і зберегти Щ.И.Т., який розпався після виявлення членів Гідри в її лавах. У наступних сезонах персонажі переживають численні трансформації, борючись з різноманітними планетарними небезпеками, серед яких поява нелюдей, об'єднання залишків Гідри, повстання штучного інтелекту, вторгнення прибульців (кріанців та хронікомів) тощо і навіть подорожуючи у часі задля збереження людства. Крім Грегга у серіалі фігурували й інші актори з фільмів Marvel.

## Огляд
| Сезон | Епізоди | Епізоди | Оригінальний показ | Оригінальний показ | Ранг |     |
| Сезон | Епізоди | Епізоди | Перший показ       | Останній показ     | Ранг |     |
| ----- | ------- | ------- | ------------------ | ------------------ | ---- | --- |
| 1     | 22      | 22      | 24 вересня 2013    | 13 травня 2014     | 43   | TBA |
| 2     | 22      | 22      | 23 вересня 2014    | 12 травня 2015     | 76   | TBA |
| 3     | 22      | 22      | 29 вересня 2015    | 17 травня 2016     | 85   | TBA |
| 4     | 22      | 22      | 20 вересня 2016    | 16 травня 2017     | 110  | TBA |
| 5     | 22      | 22      | 1 грудня 2017      | 18 травня 2018     | 133  | TBA |
| 6     | 13      | 13      | 19 травня 2019     | 2 серпня 2019      | 158  | TBA |
| 7     | 13      | 13      | 27 травня 2020     | 12 серпня 2020     | TBA  | TBA |

## Перший сезон (2013-2014)
| Номер взагалі | Номер у сезоні | Назва                                                    | Режисер         | Сценарист                                   | Дата показу в США | Глядачі в США (у мільйонах) |
| --- | -------------- | -------------------------------------------------------- | --------------- | ------------------------------------------- | ----------------- | --------------------------- |
| 1 | 1              | «Пілот» «Pilot»                                          | Джосс Відон     | Джосс Відон, Джед Відон і Маоріса Танчарон  | 24 вересня 2013   | 12,12                       |
| Після подій Месників, агент Щ.И.Т. Філ Колсон збирає команду агентів для розслідування таємничої групи, яку називають Приплив. В процесі вони зустрічають Майка Пітерсона, людину, яка набула надлюдських здібностей. |                |                                                          |                 |                                             |                   |                             |
| 2 | 2              | «0-8-4»                                                  | Девід Стрейтен  | Маоріса Танчарон, Джед Відон і Джеффрі Белл | 1 жовтня 2013     | 8,66                        |
| Коулсон та його команда вирушає у Перу, де вони знаходять об’єкт невідомого походження, кодова назва 0-8-4. Але коли вони зтикаються із Команданте Камілла Рейес, на висоті 10 кілометрів летять не тільки іскри. |                |                                                          |                 |                                             |                   |                             |
| 3 | 3              | «Актив» «The Asset»                                      | Мілан Чейлов    | Маоріса Танчарон і Джед Відон               | 8 жовтня 2013     | 7,87                        |
| 4 | 4              | «Шпигун» «Eye-Spy»                                       | Роксанн Доусон  | Джеффрі Белл                                | 15 жовтня 2013    | 7,85                        |
| 5 | 5              | «Дівчина в квітковій сукні» «Girl in the Flower Dress»   | Джесс Бокко     | Брент Флетчер                               | 22 жовтня 2013    | 7,39                        |
| 6 | 6              | «FZZT»                                                   | Вінсент Місіано | Пол Збишевскі                               | 5 листопада 2013  | 7,15                        |
| 7 | 7              | «Штаб» «The Hub»                                         | Боббі Рот       | Рейф Джадкінс, Лорен ЛєФранк                | 12 листопада 2013 | 6,67                        |
| 8 | 8              | «Колодязь» «The Well»                                    | Джонатан Фрейкс | Моніка Овусу-Брін                           | 19 листопада 2013 | 6,89                        |
| 9 | 9              | «Відновлення» «Repairs»                                  | Біллі Гірхарт   | Маоріса Танчарон і Джед Відон               | 26 листопада 2013 | 9,69                        |
| 10 | 10             | «Міст» «The Bridge»                                      | Холлі Дейл      | Шаліша Франсіс                              | 10 грудня 2013    | 6,11                        |
| 11 | 11             | «Чарівне місце» «The Magical Place»                      | Кевін Хукс      | Пол Збишевскі та Брент Флетчер              | 7 січня 2013      | 6,53                        |
| 12 | 12             | «Сім'я» «Seeds»                                          | Кеннет Фінк     | Моніка Овусу-Брін і Джед Відон              | 14 січня 2013     | 6,37                        |
| 13 | 13             | «Ш.Л.Я.Х.И.» «T.R.A.C.K.S.»                              | Пол Едвардс     | Лорен ЛеФранк і Рейф Джадкінс               | 4 лютого 2014     | 6,62                        |
| 14 | 14             | «Т.А.Ї.Т.І.» «T.А.H.I.T.I.»                              | Боббі Рот       | Джеффрі Белл                                | 4 березня 2014    | 5,46                        |
| Вмираючу Скай доставляють в лікарню, але пошкодження занадто серйозні. Скай фактично існує за рахунок медобладнання та в будь-який момент може померти. Філ Колсон та команда ідуть на відчайдушний крок — знайти об'єкт Т.А.Ї.Т.І., де Колсона повернули до життя і повторити це зі Скай. До них приєднується вчитель Ворда і його новий учень, агент Триплет, яким доручено допитати Ієна Куінна. Зрештою Колсон з'ясовує, звідки таємничий препарат, що повертає життя. На Землю прибуває асґардійка Лорелей. |                |                                                          |                 |                                             |                   |                             |
| 15 | 15             | «Безвідмовні» «Yes Men»                                  | Джон Терлескі   | Шаліша Франсіс                              | 11 березня 2014   | 5,99                        |
| 16 | 16             | «Кінець початку» «End of the Beginning»                  | Боббі Рот       | Пол Збишевскі                               | 1 квітня 2014     | 5,71                        |
| 17 | 17             | «Озирнись, озирнись, озирнись» «Turn, Turn, Turn»        | Вінсент Місіано | Джед Відон і Маоріса Танчарон               | 8 квітня 2014     | 5,37                        |
| 18 | 18             | «Провидіння» «Providence»                                | Мілан Чейнов    | Брент Флетчер                               | 15 квітня 2014    | 5,52                        |
| 19 | 19             | «Єдине світло у пітьмі» «The Only Light in the Darkness» | Вінсент Місіано | Моніка Овусу-Брін                           | 22 квітня 2014    | 6,04                        |
| 20 | 20             | «Нічого особистого» «Nothing Personal»                   | Біллі Гірхарт   | Пол Збишевскі, ДіДжей Дойл                  | 29 квітня 2014    | 5,95                        |
| 21 | 21             | «Збрід» «Ragtag»                                         | Роксанн Доусон  | Джеффрі Белл                                | 6 травня 2014     | 5,37                        |
| 22 | 22             | «Початок кінця» «Beginning of the End»                   | Девід Стрейтен  | Маоріса Танчарон і Джед Відон               | 13 травня 2014    | 5,45                        |

## Другий сезон (2014-2015)
| Номер взагалі | Номер у сезоні | Назва                                                                           | Режисер                       | Сценарист                                  | Дата показу в США | Глядачі в США (у мільйонах) |
| ------------- | -------------- | ------------------------------------------------------------------------------- | ----------------------------- | ------------------------------------------ | ----------------- | --------------------------- |
| 23            | 1              | «Тіні» «Shadows»                                                                | Вінсент Місіано               | Джед Відон і Маоріса Танчарон              | 23 вересня 2014   | 5,98                        |
| 24            | 2              | «Важка голова» «Heavy is the Head»                                              | Джесс Бокко                   | Пол Збишевскі                              | 30 вересня 2014   | 5,05                        |
| 25            | 3              | «Заводячи друзів та впливаючи на людей» «Making Friends and Influencing People» | Боббі Рот                     | Моніка Овусу-Брін                          | 7 жовтня 2014     | 4,73                        |
| 26            | 4              | «Обличчям до обличчя з ворогом» «Face My Enemy»                                 | Кевін Танчарон                | Дрю З. Ґрінберг                            | 14 жовтня 2014    | 4,70                        |
| 27            | 5              | «Курка у вовчому домі» «A Hen in the Wolf House»                                | Холлі Дейл                    | Брент Флетчер                              | 21 жовтня 2014    | 4,36                        |
| 28            | 6              | «Зламаний дім» «A Fractured House»                                              | Рон Андервуд                  | Рейд Джадкінс і Лорен ЛеФранк              | 28 жовтня 2014    | 4,44                        |
| 29            | 7              | «Написи на стінах» «The Writing on the Wall»                                    | Вінсент Місіано               | Крейг Тітлі                                | 11 листопада 2014 | 4,27                        |
| 30            | 8              | «Речі, що ми хоронимо» «The Things We Bury»                                     | Мілан Чейлов                  | ДіДжей Дойл                                | 18 листопада 2014 | 4,58                        |
| 31            | 9              | «...Хто увійде сюди» «...Ye Who Enter Here»                                     | Біллі Герхант                 | Пол Збишевскі                              | 2 грудня 2014     | 5,36                        |
| 32            | 10             | «Те, чим вони стали» «What They Become»                                         | Майкл Зінберг                 | Джеффрі Белл                               | 9 грудня 2014     | 5,29                        |
| 33            | 11             | «Наслідки» «Aftershocks»                                                        | Біллі Гірхарт                 | Моріса Танчарон і Джед Відон               | 3 березня 2015    | 4,48                        |
| 34            | 12             | «Хто ти насправді» «Who You Really Are»                                         | Роксан Доусон                 | Дрю З. Ґрінберг                            | 10 березня 2015   | 3,80                        |
| 35            | 13             | «Один з нас» «One of Us»                                                        | Кевін Танчарон                | Моніка Овусу-Брін                          | 17 березня 2015   | 4,34                        |
| 36            | 14             | «Кохання у часи Гідри» «Love in the Time of Hydra»                              | Джесс Бокко                   | Брент Флетчер                              | 24 березня 2015   | 4,29                        |
| 37            | 15             | «Одні двері закриваються» «One Door Closes»                                     | Девід Соломон                 | Лорен ЛеФранк і Рейф Джадкінс              | 31 березня 2015   | 4,26                        |
| 38            | 16             | «Загробне життя» «Afterlife»                                                    | Кевін Хукс                    | Крейг Тітлі                                | 7 квітня 2015     | 4,24                        |
| 39            | 17             | «Мелінда» «Melinda»                                                             | Гері Браун                    | ДіДжей Дойл                                | 14 квітня 2015    | 4,04                        |
| 40            | 18             | «Заклятий друг мого ворога» «The Frenemy of My Enemy»                           | Карен Гавіола                 | Моніка Овусу-Брін                          | 21 квітня 2015    | 4,45                        |
| 41            | 19             | «Брудні півдюжини» «The Dirty Half Dozen»                                       | Кевін Танчарон                | Брент Флетчер і Дрю Ґрінберг               | 28 квітня 2015    | 4,57                        |
| 42            | 20             | «Шрами» «Scars»                                                                 | Боббі Рот                     | Рейф Джадкінс і Лорен ЛеФранк              | 5 травня 2015     | 4,45                        |
| 43—44         | 21—22          | «S.O.S»                                                                         | Вінсент Місіано Біллі Герхант | Джеффрі Белл Джед Відон і Маоріса Танчарон | 12 травня 2015    | 3,88                        |

## Третій сезон (2015-2016)
| Номер взагалі | Номер у сезоні | Назва                                              | Режисер         | Сценарист                      | Дата показу в США | Глядачі в США (у мільйонах) |
| ------------- | -------------- | -------------------------------------------------- | --------------- | ------------------------------ | ----------------- | --------------------------- |
| 45            | 1              | «Закони природи» «Laws of Nature»                  | Вінсент Місіано | Джед Відон і Маоріса Танчарон  | 29 вересня 2015   | 4,90                        |
| 46            | 2              | «Призначення у машині» «Purpose in the Machine»    | Кевін Танчарон  | ДіДжей Дойл                    | 6 жовтня 2015     | 4,32                        |
| 47            | 3              | «Розшукуваний (не)люд» «A Wanted (Inhu)man»        | Гаррі А. Браун  | Моніка Овусу-Брін              | 13 жовтня 2015    | 3,74                        |
| 48            | 4              | «Дияволи, яких ти знаєш» «Devils You Know»         | Рон Андервуд    | Пол Збишевскі                  | 20 жовтня 2015    | 3,85                        |
| 49            | 5              | «4722 години» «4,722 Hours»                        | Джесс Бокко     | Крейг Тітлі                    | 27 жовтня 2015    | 3,81                        |
| 50            | 6              | «Серед нас ховається...» «Among Us Hide...»        | Двайт Літтл     | Дрю З. Ґрінберг                | 3 листопада 2015  | 3,84                        |
| 51            | 7              | «Теорія хаосу» «Chaos Theory»                      | Девід Соломон   | Лорен ЛеФранк                  | 10 листопада 2015 | 3,49                        |
| 52            | 8              | «Багато глав, одна історія» «Many Heads, One Tale» | Гері Браун      | Джед Відон і ДіДжей Дойл       | 17 листопада 2015 | 3,60                        |
| 53            | 9              | «Закриття» «Closure»                               | Кейт Вудс       | Брент Флетчер                  | 1 грудня 2015     | 3,84                        |
| 54            | 10             | «Мавет» «Maveth»                                   | Вінсент Місіано | Джеффрі Белл                   | 8 грудня 2015     | 3,85                        |
| 55            | 11             | «Відскочивши назад» «Bouncing Back»                | Рон Андервуд    | Моніка Овусу-Брін              | 8 березня 2016    | 3,52                        |
| 56            | 12             | «Своя людина» «The Inside Man»                     | Джон Терлескі   | Крейг Тітлі                    | 15 березня 2016   | 2,94                        |
| 57            | 13             | «Прощальний постріл» «Parting Shot»                | Майкл Зінберг   | Пол Збишевскі                  | 22 березня 2016   | 2,88                        |
| 58            | 14             | «Сторожові Пси» «Watchdogs»                        | Джесс Бокко     | Дрю З. Ґрінберг                | 29 березня 2016   | 3,20                        |
| 59            | 15             | «Простір-час» «Spacetime»                          | Кевін Танчарон  | Маоріса Танчарон і Джед Відон  | 5 квітня 2016     | 2,81                        |
| 60            | 16             | «Втрачений рай» «Paradise Lost»                    | Венді Стензлер  | Джордж Кітсон і Шарла Олівер   | 12 квітня 2016    | 3,01                        |
| 61            | 17             | «Команда» «The Team»                               | Елоді Кін       | ДіДжей Дойл                    | 19 квітня 2016    | 2,85                        |
| 62            | 18             | «Сингулярність» «The Singularity»                  | Гері Браун      | Лорен ЛеФранк                  | 26 квітня 2016    | 3,22                        |
| 63            | 19             | «Невдалі експерименти» «Failed Experiments»        | Венді Стензлер  | Брент Флетчер                  | 3 травня 2016     | 2,92                        |
| 64            | 20             | «Емансипація» «Emancipation»                       | Вінсент Місіано | Крейг Тітлі                    | 10 травня 2016    | 2,93                        |
| 65            | 21             | «Виправдання» «Absolution»                         | Біллі Гірхарт   | Кріс Дінгесс і Дрю З. Ґрінберг | 17 травня 2016    | 3,03                        |
| 66            | 22             | «Вознесіння» «Ascension»                           | Кевін Танчарон  | Джед Відон                     | 17 травня 2016    | 3,03                        |

## Четвертий сезон (2016-2017)
| Номер взагалі | Номер у сезоні | Назва                                                                 | Режисер            | Сценарист                     | Дата показу в США | Глядачі в США (у мільйонах) |
| --- | -------------- | --------------------------------------------------------------------- | ------------------ | ----------------------------- | ----------------- | --------------------------- |
| 67 | 1              | «Привид» «The Ghost»                                                  | Біллі Гірхарт      | Джед Відон і Маоріса Танчарон | 20 вересня 2016   | 3,44                        |
| 68 | 2              | «Зустрічайте нового боса» «Meet the New Boss»                         | Вінсент Місіано    | Дрю З. Ґрінберг               | 27 вересня 2016   | 2,95                        |
| 69 | 3              | «Вставання» «Uprising»                                                | Магнус Мартенс     | Крейг Тітлі                   | 11 жовтня 2016    | 2,68                        |
| Сторожові Пси, підставляючи нелюдей, вирубають електрику у чотирьох містах. Йо-Йо знаходиться в Маямі, куди прибуває банда Псів щоб знайти її та вбити, проте Колсон, Фітц і Мак рятують її. Тим часом Сіммонс і Редкліфф рятують Мей від смерті. Роббі і Дейзі збираються відвідати його дядька, але поспішають знайти Гейба, брата-інваліда Роббі. Директор Мейс оголошує Щ.И.Т. легальною організацією, в той час, як сенатор Еллен Надір, що виступає проти нелюдей, йде з дому свого брата, що став жертвою терригенезису. |                |                                                                       |                    |                               |                   |                             |
| 70 | 4              | «Дозволь погрітись біля твого вогню» «Let Me Stand Next to Your Fire» | Бред Тьорнер       | Метт Овенс                    | 18 жовтня 2016    | 2,34                        |
| Колсон і Мак розмовляють з Елаєм Морроу, який працював з Люсі Бауер, жінкою, що перетворилась на привида. Той відмовляє їм у допомозі. Потім Колсон і Мак ловлять Примарного гонщика, племінника Елая. Дейзі і Джемма збираються рятувати нелюдей від Сторожових Псів і першим знаходять Джеймса, який звільнився від контролю Рою. Роббі відвідує дядька і той розповідає йому про Даркхолд, книгу, в якій зібрані всі знання. Джеймс виявляється прибічником Псів і мало не вбиває Джонсон і Сіммонс, але на допомогу приходить Роббі Рейес. Примарний гонщик перемагає Палаючу Людину. Дейзі повертається до Щ.И.Т. Сіммонс здогадується, що АІДА андроїд. Від свого чоловіка Люсі дізнається, де знаходиться книга. |                |                                                                       |                    |                               |                   |                             |
| 71 | 5              | «В'язниця» «Lockup»                                                   | Кейт Вудс          | Нора і Ліла Цукерман          | 25 жовтня 2016    | 2,30                        |
| Агенти Щ.И.Т., разом з Примарним гонщиком збираються витягти Елая з в'язниці, де також знаходяться Люсі, Хьюго і Вінсент. Роббі спалює душі двох останніх і вбиває Сантіно Ногера, члена банди П'ятої Вулиці, яка колись напала на братів Рейес. Люсі викрадає Елая і змушує прочитати знайдений нею Даркхолд. В цей же час Сіммонс розуміє, що з директором Мейсом щось не так, а він між тим розкриває всьому світу, що є нелюдом. |                |                                                                       |                    |                               |                   |                             |
| 72 | 6              | «Добрий самаритянин» «The Good Samaritan»                             | Біллі Гірхарт      | Джеффрі Белл                  | 1 листопада 2016  | 2,43                        |
| Роббі розповідає своєму брату і Дейзі правду про напад П'ятої Вулиці. Під час нападу Роббі благав, щоб Гейб вижив, потім вдарився об землю і загинув. Тоді він почув голос, що запропонував йому помститися за себе і брата. Роббі погодився і прибув Примарний гонщик на мотоциклі, який витягнув Гейба з палаючої машини і наділив Роббі здібностями. Сіммонс відправляється на завдання за наказом Мейса. Щ.И.Т. готує операцію з порятунку Елая, однак з'ясовується, що саме дядько Роббі та Гейба перетворив співробітників Моментум на привидів. Роббі спалює душу Люсі і Мей забирає Даркхолд. Елай влаштовує енергетичний вибух, через який Колсон, Фітц і Роббі зникають, а він сам отримує надздібності. |                |                                                                       |                    |                               |                   |                             |
| 73 | 7              | «Угоди з нашими дияволами» «Deals with Our Devils»                    | Джесс Бокко        | ДіДжей Дойл                   | 29 листопада 2016 | 2,41                        |
| Колсон, Фітц і Роббі потрапляють до дзеркального виміру, а Елай тікає, убивши кілька агентів. Директор Мейс вимагає повернути Сіммонс на базу і Фітц дізнається, що Мейс відправив її в небезпечне місце і та не може повернутись. Дух помсти залишає Роббі і вселяється в Мака, після чого той їде на мотоциклі за китайцями, з якими співпрацює Елай. Дейзі їде за ним на чарджері, в той час невидимий Роббі знаходиться разом із нею. Мак перетворюється на Примарного гонщика, але Роббі вдається вмовити Духа повернутись до нього. Мей дає Редкліффу можливість прочитати Даркхолд для повернення Колсона, але доктор побоюється, що це перевантажить людський мозок, після чого АІДА читає книгу і створює портал, через який агенти у дзеркальному вимірі повертаються назад. Джемма допомагає брату сенатора Надір розкрити кокон терригенезису, в якому той провів сім місяців. |                |                                                                       |                    |                               |                   |                             |
| 74 | 8              | «Закони інферно-динаміки» «The Laws of Inferno Dynamics»              | Кевін Танчарон     | Пол Збишевскі                 | 6 грудня 2016     | 2,37                        |
| Рейес, Джонсон і Родрігес відправляються до можливого місця розташування Елая, але зустрічається із ним лише Роббі. Елай протикає його наскрізь багнетом з вуглецю і показує, як він створює воду начебто з нічого, розкриваючи свої мотиви. АІДА будує машину для телепортації. Через Єлену Елая відкидає до його власного механізму. Після запуску машини телепортації Примарний гонщик хоче розібратись з дядьком, не дивлячись на те, що Колсон намагається витягти його з допомогою ланцюга, в результаті чого той зникає в іншому вимірі. Директор Мейс заявляє, що агент Джонсон завжди була агентом під прикриттям і що вона всіх врятувала. Дейзі погоджується повернутися до Щ.И.Т.. АІДА вбиває агента Нейтансона і створює робота-двійника Мей. |                |                                                                       |                    |                               |                   |                             |
| 75 | 9              | «Порушені обіцянки» «Broken Promises»                                 | Гаррі А. Браун     | Брент Флетчер                 | 10 січня 2017     | 2,72                        |
| 76 | 10             | «Патріот» «The Patriot»                                               | Кевін Танчарон     | Джеймс Олівер і Шарла Олівер  | 17 січня 2017     | 2,03                        |
| 77 | 11             | «Прокинься» «Wake Up»                                                 | Джесс Бокко        | Дрю З. Ґрінберг               | 24 січня 2017     | 2,00                        |
| 78 | 12             | «Гарячий картопляний суп» «Hot Potato Soup»                           | Ніна Лопес-Коррадо | Крейг Тітлі                   | 31 січня 2017     | 2,15                        |
| 79 | 13             | «БУМ» «BOOM»                                                          | Біллі Гірхарт      | Нора і Лілла Цукерман         | 7 лютого 2017     | 2,08                        |
| Права рука Антона Іванова, Терренс Шоклі навідується до Еллен Надір і розбиває кристал терригену, щоб перевірити, чи є Надір нелюдом, проте сам отримує здатності і вбиває її вибухом. Щ.И.Т. ловить Шоклі, але директора Мейса хапають Сторожові Пси. Тим часом Колсон і Мак зустрічаються з Агнес Кітсворт, колишньою коханою Редкліффа, на основі якої він створив АІДУ. Холден переносить її свідомість у віртуальну реальність через те, що у неї пухлина мозку і жити в реальному світі їй залишилось недовго. |                |                                                                       |                    |                               |                   |                             |
| 80 | 14             | «Людина за щитом» «The Man Behind the Shield»                         | Венді Стензлер     | Метт Овенс                    | 14 лютого 2017    | 2,13                        |
| 81 | 15             | «Самоконтроль» «Self Control»                                         | Джед Відон         | Джед Відон                    | 21 лютого 2017    | 2,01                        |
| 82 | 16             | «Що якщо...» «What If...»                                             | Оз Скотт           | ДіДжей Дойл                   | 4 квітня 2017     | 2,15                        |
| 83 | 17             | «Ідентичність і зміна» «Identity and Change»                          | Гаррі А. Браун     | Джордж Кітсон                 | 11 квітня 2017    | 2,32                        |
| 84 | 18             | «Ніякого жалю» «No Regrets»                                           | Ерік Ланьовілль    | Пол Збишевскі                 | 18 квітня 2017    | 2,43                        |
| 85 | 19             | «Усі люди мадам» «All the Madame's Men»                               | Біллі Гірхарт      | Джеймс С. і Шарла Олівери     | 25 квітня 2017    | 2,15                        |
| 86 | 20             | «Прощавай, жорстокий світ!» «Farewell, Cruel World!»                  | Вінсент Місіано    | Брент Флетчер                 | 2 травня 2017     | 2,15                        |
| 87 | 21             | «Повернення» «The Return»                                             | Кевін Танчарон     | Маоріса Танчарон і Джед Відон | 9 травня 2017     | 2,14                        |
| 88 | 22             | «Кінець світу» «World's End»                                          | Біллі Гірхарт      | Джеффрі Белл                  | 16 травня 2017    | 2,08                        |

## П'ятий сезон (2017-2018)
| Номер взагалі | Номер у сезоні | Назва                                                     | Режисер                 | Сценарист                                   | Дата показу в США | Глядачі в США (у мільйонах) |
| ------------- | -------------- | --------------------------------------------------------- | ----------------------- | ------------------------------------------- | ----------------- | --------------------------- |
| 89            | 1              | «Орієнтування. Частина 1» «Orientation. Part One»         | Джесс Бокко             | Джед Відон і Маоріса Танчарон               | 1 грудня 2017     | 2,54                        |
| 90            | 2              | «Орієнтування. Частина 2» «Orientation. Part Two»         | Девід Соломон           | ДіДжей Дойл                                 | 1 грудня 2017     | 2,54                        |
| 91            | 3              | «Потрачене життя» «A Life Spent»                          | Кевін Хукс              | Нора і Лілла Цукермен                       | 8 грудня 2017     | 1,93                        |
| 92            | 4              | «Зароблене життя» «A Life Earned»                         | Стен Брукс              | Дрю З. Ґрінберг                             | 15 грудня 2017    | 1,84                        |
| 93            | 5              | «Перемотка» «Rewind»                                      | Джесс Бокко             | Крейг Тітлі                                 | 22 грудня 2017    | 2,40                        |
| 94            | 6              | «Розваги й ігри» «Fun & Games»                            | Кларк Грегг             | Брент Флетчер                               | 5 січня 2018      | 2,49                        |
| 95            | 7              | «Разом або ніяк» «Together or Not at All»                 | Бред Тьорнер            | Метт Овенс                                  | 12 січня 2018     | 2,31                        |
| 96            | 8              | «Останній день» «The Last Day»                            | Ніна Лопес-Коррадо      | Джеймс С. і Шарла Олівери                   | 19 січня 2018     | 2,41                        |
| 97            | 9              | «Найкраще зіставлені плани» «Best Laid Plans»             | Геррі А. Браун          | Джордж Кітсон                               | 26 січня 2018     | 2,27                        |
| 98            | 10             | «Колишнє життя» «Past Life»                               | Ерік Ланьовілль         | ДіДжей Дойл                                 | 2 лютого 2018     | 2,22                        |
| 99            | 11             | «Всі домашні зручності»                                   | Кейт Вудс               | Дрю З. Ґрінберг                             | 2 березня 2018    | 1,90                        |
| 100           | 12             | «Реальна угода» «The Real Deal»                           | Кевін Танчарон          | Джед Відон, Маоріса Танчарон і Джеффрі Белл | 9 березня 2018    | 2,04                        |
| 101           | 13             | «Принципія» «Principia»                                   | Бред Тьорнер            | Крейг Тітлі                                 | 16 березня 2018   | 2,07                        |
| 102           | 14             | «Комплекс диявола» «The Devil Complex»                    | Ніна Лопес-Коррадо      | Метт Овенс                                  | 23 березня 2018   | 2,07                        |
| 103           | 15             | «Прокинься і співай» «Rise and Shine»                     | Джесс Бокко             | Іден Баґдадчі                               | 30 березня 2018   | 1,88                        |
| 104           | 16             | «Внутрішні голоси» «Inside Voices»                        | Саллі Річардсон-Вітфілд | Марк Лайтнер                                | 6 квітня 2018     | 2,08                        |
| 105           | 17             | «Медовий місяць» «The Honeymoon»                          | Гаррі А. Браун          | Джеймс С. і Шарла Олівери                   | 13 квітня 2018    | 1,82                        |
| 106           | 18             | «Усі дороги ведуть...» «All Roads Lead...»                | Дженніфер Лінч          | Джордж Кітсон                               | 20 квітня 2018    | 1,67                        |
| 107           | 19             | «Другий варіант» «Option Two»                             | Кевін Танчарон          | Нора і Лілла Зукерман                       | 27 квітня 2018    | 1,68                        |
| 108           | 20             | «Той, хто врятує нас усіх» «The One Who Will Save Us All» | Шері Гірхарт            | Брент Флетчер                               | 4 травня 2018     | 1,65                        |
| 109           | 21             | «Сила гравітації» «The Force of Gravity»                  | Кевін Танчарон          | Дрю З. Ґрінберг і Крейг Тітлі               | 11 травня 2018    | 1,94                        |
| 110           | 22             | «Кінець» «The End»                                        | Джед Відон              | Джед Відон і Маоріса Танчарон               | 18 травня 2018    | 1,88                        |

## Шостий сезон (2019)
| Номер взагалі | Номер у сезоні | Назва                                                                             | Режисер            | Сценарист                     | Дата показу в США | Глядачі в США (у мільйонах) |
| ------------- | -------------- | --------------------------------------------------------------------------------- | ------------------ | ----------------------------- | ----------------- | --------------------------- |
| 111           | 1              | «Відсутні деталі» «Missing Pieces»                                                | Кларк Грегг        | Джед Відон і Маоріса Танчарон | 10 травня 2019    | 2,31                        |
| 112           | 2              | «Вікно можливостей» «Window of Opportunity»                                       | Кевін Танчарон     | Джеймс С. і Шарла Олівери     | 17 травня 2019    | 2,18                        |
| 113           | 3              | «Страх і ненависть на планеті Кітсон» «Fear and Loathing on the Planet of Kitson» | Джесс Бокко        | Брент Флетчер і Крейг Тітлі   | 24 травня 2019    | 2,26                        |
| 114           | 4              | «Код Жовтий» «Code Yellow»                                                        | Марк Колпак        | Нора і Ліла Цукерман          | 31 травня 2019    | 2,35                        |
| 115           | 5              | «Інша справа» «The Other Thing»                                                   | Лу Даймонд Філліпс | Джордж Кітсон                 | 14 червня 2019    | 2,18                        |
| 116           | 6              | «Неминуче» «Inescapable»                                                          | Джесс Бокко        | ДіДжей Дойл                   | 21 червня 2019    | 2,12                        |
| 117           | 7              | «Я ж казав» «Toldja»                                                              | Кіт Поттер         | Марк Лайтнер                  | 28 червня 2019    | 2,17                        |
| 118           | 8              | «Курс до зіткнення (Частина I)» «Collision Course (Part I)»                       | Крістін Вінделл    | Джеффрі Белл і Крейг Тітлі    | 5 липня 2019      | 1,79                        |
| 119           | 9              | «Курс до зіткнення (Частина II)» «Collision Course (Part II)»                     | Сара Бойд          | Іден Баґдадчі                 | 12 липня 2019     | 2,30                        |
| 120           | 10             | «Стрибок» «Leap»                                                                  | Гаррі А. Браун     | Дрю З. Ґрінберг               | 19 липня 2019     | 2,38                        |
| 121           | 11             | «З попелу» «From the Ashes»                                                       | Дженніфер Фанґ     | Джеймс С. і Шарла Олівери     | 26 липня 2019     | 2,14                        |
| 122           | 12             | «Позначка» «The Sign»                                                             | Ніна Лопес-Коррадо | Нора і Лілла Цукерман         | 2 серпня 2019     | 1,88                        |
| 123           | 13             | «Нове життя» «New Life»                                                           | Кевін Танчарон     | Брент Флетчер і Джед Відон    | 2 серпня 2019     | 1,88                        |

## Сьомий сезон (2020)
| Номер взагалі | Номер у сезоні | Назва                                                                                             | Режисер            | Сценарист                                                             | Дата показу в США | Глядачі в США (у мільйонах) |
| ------------- | -------------- | ------------------------------------------------------------------------------------------------- | ------------------ | --------------------------------------------------------------------- | ----------------- | --------------------------- |
| 124           | 1              | «Нова угода» «The New Deal»                                                                       | Кевін Танчарон     | Джордж Кітсон                                                         | 27 травня 2020    | 1,82                        |
| 125           | 2              | «Знати свою справу» «Know Your Onions»                                                            | Ерік Ланьовілль    | Крейг Тітлі                                                           | 3 червня 2020     | 1,50                        |
| 126           | 3              | «Прибульці-комуністи з майбутнього!» «Alien Commies from the Future!»                             | Ніна Лопес-Коррадо | Ніна і Лілла Цукерман                                                 | 10 червня 2020    | 1,57                        |
| 127           | 4              | «З минулого» «Out of the Past»                                                                    | Гаррі А. Браун     | Марк Лайтнер                                                          | 17 червня 2020    | 1,40                        |
| 128           | 5              | «Форель у молоці» «A Trout in the Milk»                                                           | Стен Брукс         | Іден Баґдадчі                                                         | 24 червня 2020    | 1,37                        |
| 129           | 6              | «Адаптуйся або помри» «Adapt or Die»                                                              | Ейпріл Вінні       | ДіДжей Дойл                                                           | 1 липня 2020      | 1,32                        |
| 130           | 7              | «Абсолютно неперевершені пригоди Мака та Ді» «The Totally Excellent Adventures of Mack and The D» | Джесс Бокко        | Брент Флетчер                                                         | 8 липня 2020      | 1,39                        |
| 131           | 8              | «Після, до» «After, Before»                                                                       | Елай Ґонда         | Джеймс С. і Шарла Олівери                                             | 15 липня 2020     | 1,38                        |
| 132           | 9              | «Яким я завжди був» «As I Have Always Been»                                                       | Елізабет Генстридж | Дрю З. Ґрінберг                                                       | 22 липня 2020     | 1,28                        |
| 133           | 10             | «Вкрадений» «Stolen»                                                                              | Гаррі А. Браун     | Сюжет: Марк Лайнген Брунер Телесценарій: Джордж Кітсон і Марк Лайтнер | 29 липня 2020     | 1,30                        |
| 134           | 11             | «Повністю новий день» «Brand New Day»                                                             | Кіт Поттер         | Кріс Фреєр                                                            | 5 серпня 2020     | 1,25                        |
| 135           | 12             | «До кінця рукою подати» «The End is at Hand»                                                      | Кріс Шерамі        | Джеффрі Белл                                                          | 12 серпня 2020    | 1,46                        |
| 136           | 13             | «За що ми боремося» «What We're Fighting For»                                                     | Кевін Танчарон     | Джед Відон                                                            | 12 серпня 2020    | 1,46                        |